# 三柱神社 (佐々町)
三柱神社（みはしらじんじゃ）は、長崎県北松浦郡佐々町羽須和免にある神社。旧社格は郷社。
敷地内には東京・芝の青松寺より移築された肉弾三勇士の銅像のうちの1体が保存されている。

## 祭神
- 祭神[4] - 素戔鳴命、大己貴尊、稲田姫尊
- 相殿[4] - 旧・大字佐々[5]地内の各神社（姫神社、須佐神社、妙見神社、天満神社、金刀比羅神社、北山神社、堤神社、大龍神社、鎮守神社、他）を1909年（明治42年）に合祀。

## 歴史
創建は貞元2年（977年）11月、肥前国松浦郡佐々の地頭であった古川伊予守なる人物が、武蔵国大宮（現在の埼玉県さいたま市大宮区）に鎮座する氷川神社の分霊を佐々の古川岳連峰頂上に『三尊大明神』として奉祀した事が始まりと云われる。
天養元年（1144年）9月9日より郷中安全や五穀豊穣を祈願した祭祀（おくんち）が始まる。養和元年（1181年）、西日本一帯を中心に「養和の飢饉」と呼ばれる大飢饉が発生して多数の死者が出る中、佐々郷内でも疫病が流行し、これをきっかけに同年より祇園祭が行われるようになった。
社は山岳信仰の場として佐々郷内の一円より深い崇敬を集めた。室町時代以降、北松浦半島域内の争乱に伴い佐々の東光寺周辺に拠点を置いた平戸松浦氏からも崇敬を受けたという。中世末期から近世にかけて、松浦隆信、松浦重信、松浦誠信ら平戸領主諸大名からの寄進の記録が残る。
社は遷座や改称を繰り返している。建武2年（1355年）に古川岳の麓の佐々川右岸に、応永33年（1455年）に佐々村内の三王山に、文明9年（1477年）に羽須和免の大宮原（現在の佐々町立図書館付近）に遷座。寛文7年（1667年）3月に『三社大明神』と改称し、文化2年（1805年）10月に現在の地に落ち着いた。文化2年遷宮時の造営費は松浦氏のほか佐々里村（佐々村）、市瀬村、小佐々村が支出したとの記録がある。1871年（明治4年）に三柱神社と改称し現在に至っている。

## 祭事
- 例大祭（おくんち） - 10月8日、9日、10日
- 祇園祭 - 不定期開催

## 肉弾三勇士の銅像

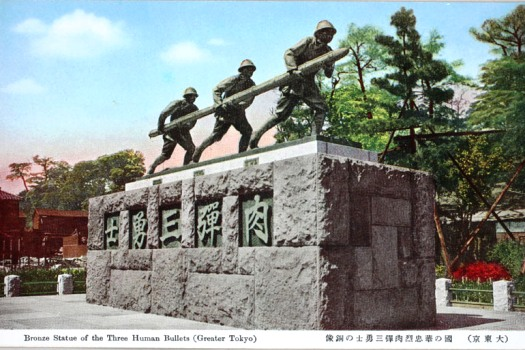
東京・芝の青松寺にあった肉弾三勇士の銅像。先頭（正面向かって右側）が三柱神社へ移築された北川丞の像。

いわゆる「肉弾三勇士」の1人である北川丞は佐々村大字市瀬江里免（現在の佐々町江里免）出身。北川の死後、佐々村では北川の功績を讃え銅像が建立された。しかし太平洋戦争の戦況悪化に伴い公布された金属類回収令による供出のため、銅像は撤去を余儀なくされた。
現在の三柱神社敷地内に設置されている北川の像は、もとは東京・芝の青松寺に設置されていたもので、3体に切り離したうちの北川の像を1968年（昭和43年）に佐々町内の有志が譲り受け建立したものである。

## 交通
- 西九州自動車道
  - 「佐々インターチェンジ」から車で約5分
- 松浦鉄道
  - 西九州線「佐々駅」から徒歩約15分
- 西肥自動車
  - 「佐々新町」停留所から徒歩約5分
  - 「佐々バスセンター」停留所から徒歩約15分